# Brié-et-Angonnes
Brié-et-Angonnes is een gemeente in het Franse departement Isère (regio Auvergne-Rhône-Alpes). De plaats maakt deel uit van het arrondissement Grenoble. Brié-et-Angonnes telde op 1 januari 2022 2.509 inwoners.

## Geografie
De oppervlakte van Brié-et-Angonnes bedroeg op 1 januari 2022 9,7 vierkante kilometer; de bevolkingsdichtheid was toen 258,7 inwoners per km².

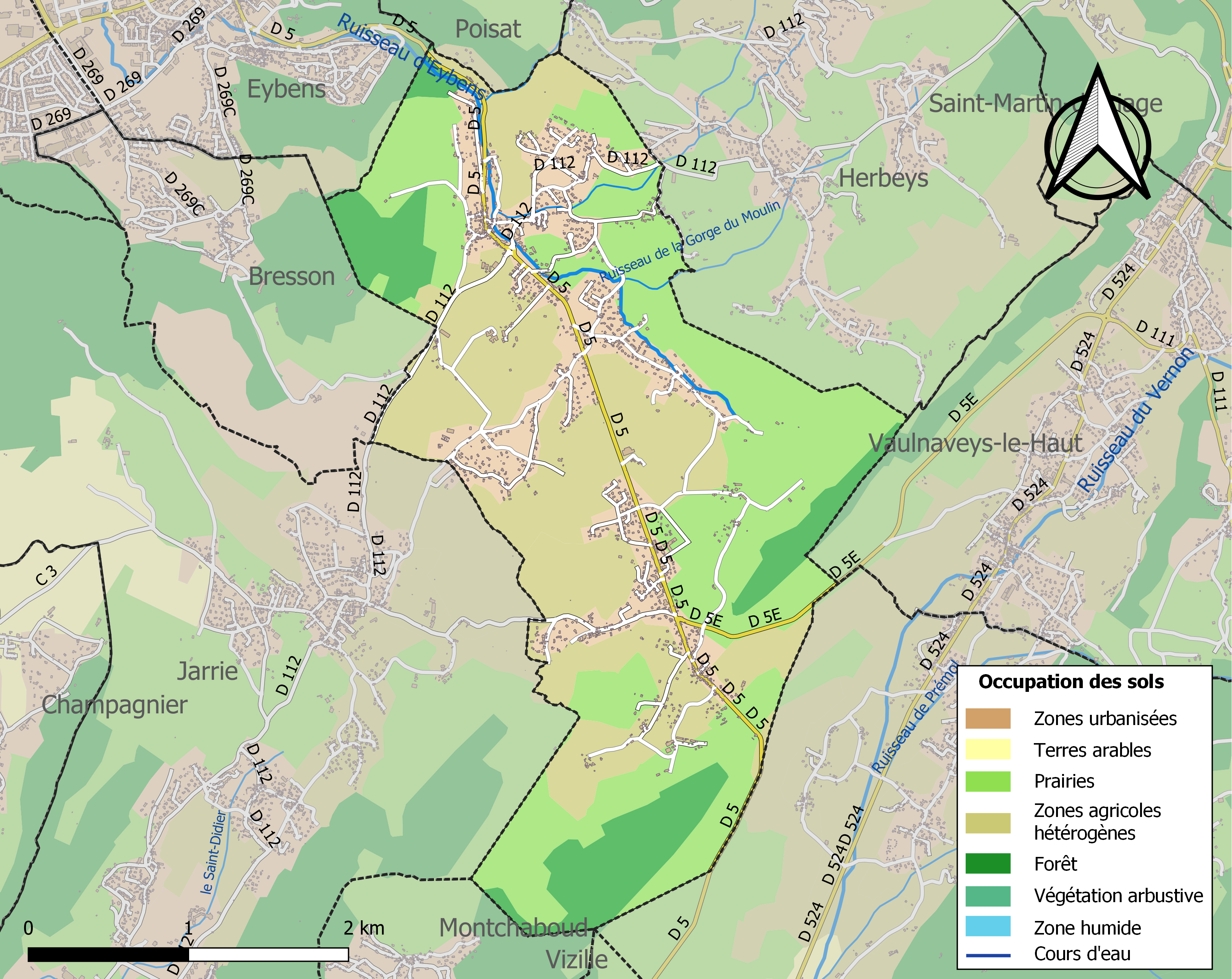
Kaart van de gemeente met de belangrijkste infrastructuur, bodemgebruik en omliggende gemeenten

## Demografie
Onderstaande figuur toont het verloop van het inwonertal (bron: INSEE-tellingen).